# Moosbach (Prackenbach)
Moosbach ist ein Ortsteil der Gemeinde Prackenbach im niederbayerischen Landkreis Regen. Bis 1978 bildete es eine selbstständige Gemeinde.

## Lage
Moosbach liegt im Bayerischen Wald in der Regensenke etwa vier Kilometer nordwestlich von Prackenbach am Moosbacher Pfahl.

## Geschichte
Nach einer Grenzbeschreibung von 819 wurde das Gebiet um das heutige Moosbach dem Kloster Chammünster zugeschrieben, das hier später eine Ortschaft mit Kapelle gründete. Moosbach selbst wird im ältesten Wittelsbacher Urbarbuch (1222–1228) erstmals zusammen mit einigen umliegenden Ortschaften erwähnt. Um diese Zeit fällt auch der Bau einer Kirche in Moosbach. Im ältesten Pfarreiverzeichnis des Bistums Regensburg aus dem Jahr 1326 wird Moosbach bereits als Pfarrei geführt.
Moosbach gehörte zur Mark Cham, unterstand dem Reichsgutbezirk der Reichsburg Cham und bildete eine Grenzpfarrei des Dekanates Cham. Als Herzog Albrecht I. am 28. April 1361 Teile der Pfandschaft Cham, darunter die Pfarrei Moosbach, vom Pfalzgrafen Rupprecht einlöste, kam Moosbach zum Gericht Kötzting. Im Laufe des 14. Jahrhunderts entwickelte sich um Moosbach eine Hofmark, die sich in der Hand der Ramsberger befand und im 14. oder 15. Jahrhundert in den Besitz der Nußberger gelangte. Am 19. Februar 1453 verkaufte Konrad Nußberger die Hofmark Moosbach an Herzog Albrecht III. Im Jahr 1538 ist die landesherrliche „Hoffmarch Mospach“ bereits im Steuerregister des Kastenamtes Viechtach eingetragen. Noch zu Anfang des 17. Jahrhunderts wurde der Status von Moosbach so beschrieben: „Hofmark, gehört mit dem Malefiz ins Gericht Kötzting, sonsten auf den Kasten zu Viechtach“. In den Jahren 1752/1760 gab es nur mehr eine Hauptmannschaft Moosbach, die dem Landgericht Viechtach mit aller Gerichtsbarkeit unterworfen war.
Die Gemeinde Moosbach ging 1818 aus den vormaligen Gemeinden Moosbach, Rubendorf und Viechtafell hervor. Damit umfasste sie die einstigen Hauptmannschaften Moosbach und Rubendorf sowie einen beträchtlichen Teil der Hauptmannschaft Prackenbach. 1952 gehörten zur Gemeinde Moosbach im Landkreis Viechtach 23 Ortsteile. Sie wurde im Zuge der Gebietsreform in Bayern am 1. Mai 1978 in die Gemeinde Prackenbach eingegliedert.

## Sehenswürdigkeiten
- Pfarrkirche St. Johannes der Täufer. Ursprünglich romanisch, wurde sie um 1490 im Stil der Spätgotik umgestaltet und ab 1691 barockisiert. Den barocken Altar schmückt heute ein Bild des Täufers Johannes aus dem 19. Jahrhundert. Der Hinterglaskreuzweg aus der sogenannten Neukirchener Schule wurde 1795 von Josef Mathias Wittmann signiert. 1963 nach hinten erweitert, wurde die Kirche 1988 bis 1991 innen und außen grundlegend saniert und renoviert.
- Moosbacher Pfahl mit dem Kreuzweg auf dem Pfahl. Die Stationen des Leidens Christi wurden 1852 geschaffen und finden auf dem historischen Kalvarienberg ihren Abschluss.

## Bildung und Erziehung
- Kindergarten St. Johannes

## Vereine
- Dorfgemeinschaft Moosbach
- Freiwillige Feuerwehr Moosbach
- Frauenbund Moosbach / Altrandsberg
- Kath. Landjugend Moosbach
- Krieger- und Soldatenverein Moosbach
- Reservistenkameradschaft Moosbach
- Schützenverein “Edelweiß” Moosbach
- Seniorentreff Moosbach
- Sportverein Moosbach e. V.
- Theaterbühne Moosbach
- Verein für Gartenbau und Landespflege Moosbach